# Aradas
Aradas est une paroisse civile portugaise (en portugais : freguesia) de la municipalité d'Aveiro et du district du même nom.

## Géographie
Aradas se trouve au sud du centre urbain d'Aveiro (Glória e Vera Cruz), à proximité de la municipalité voisine d'Ílhavo (São Salvador). 

## Démographie
Lors du recensement de 2021, Aradas compte 10 087 habitants. Elle constitue ainsi la 3e paroisse la plus peuplée de la municipalité d'Aveiro, qui totalise 80 954 habitants.